# Annapurna II
Pour les articles homonymes, voir Annapurna (homonymie).
L'Annapurna II, en sanskrit, népalais et nepalbhasha अन्नपूर्णा, Annapūrṇa, est un sommet du Népal s'élevant à 7 937 mètres d'altitude. Situé dans le massif des Annapurnas à 25 kilomètres à l'est-sud-est de l'Annapurna I (10e plus haut sommet), c'est le 16e plus haut sommet du monde.